# Garjyangkot
Garjyangkot (en népalais : गर्ज्याङ्गकोट) est un comité de développement villageois du Népal situé dans le district de Jumla. Au recensement de 2011, il comptait 4 146 habitants.